# Rischiatutto
Rischiatutto (rischia-tutto: arriesgo-todo) fue el primero concurso televisivo de telequiz de éxito transmitido sobre la segunda cadena de la televisión italiana, conducido por Mike Bongiorno, y sucesivamente sobre Rai 1, el primer canal, en los años 1970-1974. Una nueva edición del programa comenzó en abril de 2016, con por conducción Fabio Fazio.

## Mecanismo del juego
A cada entrega tres competidores participan singularmente contestando diez preguntas preliminares sobre una materia elegida. Cada respuesta exacta disfruta al competidor un premio de 25.000 liras. Sigue la fase de los concursantes cerrados dentro tres cabinas contiguas, desafiados en aplastar más rápidamente posible el pulsador para contestar primero a las preguntas singulares de cultura general, ganando premios desde 10.000 hasta 60.000 liras.
El "doble final" es la fase última de la duplicación de la suma de los premios, en la que el mejor concursante, completamente aislado en la cabina con auriculares y micrófono, contesta preguntas múltiples sobre la misma materia en un tiempo máximo de un minuto. Con la respuesta errada a una pregunta, el concursante pierde todo cuanto acumulado y vuelve a cuota cero. El formato del juego estaba estudiado para dejar aparte la suerte y permitir de acumular dinero y ser proclamado campeón, volviendo la semana siguiente para defender el título, solo a un competidor muy culto.

## Jueces y valletta
El juego tiene un jurado de tres miembros, El portavoz de los jueces de concurso,  Ludovico Peregrini, a causa de sus casi inevitables rechazos a las solicitudes de derogación del reglamento, fue apodado "Señor No".En la conducción Mike Bongiorno es acercado por una joven ayudante llamada "valletta", la italo-argentina  Sabina Ciuffini, estudiante universitaria a Roma. Hasta julio de 1970 el programa fue registrado en el "Teatro de las Victorias de Roma", y a partir de septiembre de 1970 se desarrolló en los "Estudios de la Feria de Milán".
- Portal:televisión. Contenido relacionado con televisión.

- Datos: Q9069428
- Multimedia: Rischiatutto / Q9069428